# قورميش (بهي دهبكري)
قورمیش (بالفارسية: قورمیش) هي قرية تقع في إيران في قسم بهي دهبکري الريفي. يقدر عدد سكانها بـ 129 نسمة بحسب إحصاء 2016.